# Rawson Marshall Thurber
Rawson Marshall Thurber (San Francisco, California; 9 de febrero de 1975) es un guionista, actor y director de cine y comerciales estadounidense. Es conocido por escribir y dirigir la película de comedia de 2004 Dodgeball: Una verdadera historia de perdedores.

## Biografía
Thurber nació en San Francisco, California. Es hijo del abogado Marshall Thurber.
Se graduó en 1997 en el Union College (Schenectady, Nueva York), donde fue miembro de la fraternidad Delta Upsilon y jugó como wide receiver en el equipo de football durante dos años. También se graduó en el Programa de Producción Peter Stark de la USC.

## Trayectoria
Thurber trabajó como ayudante del guionista John August, comenzando con la serie de televisión D.C. En 2002, escribió y dirigió los anuncios originales de Terry Tate: Office Linebacker para Reebok.
En 2004, escribió y dirigió la película cómica de éxito comercial y de crítica Dodgeball: A True Underdog Story.En enero de 2006 firmó contrato para dirigir una película sobre Magnum P.I., pero esta se canceló. También escribió y dirigió la adaptación cinematográfica de la novela de Michael Chabon Los misterios de Pittsburgh, estrenada en 2008.
Dirigió en 2013 Somos los Miller, protagonizada por Jason Sudeikis y Jennifer Aniston. En junio de 2014, se rumoreó que sustituiría a Edgar Wright para dirigir Ant-Man de Marvel, pero más tarde rechazó el trabajo.
Escribió y dirigió la comedia de acción de 2016 Central Intelligence con Dwayne Johnson y Kevin Hart.
Thurber escribió y dirigió la película de acción de 2018 Skyscraper de Legendary Pictures, volviendo a formar equipo con Dwayne Johnson y estrenada por Universal.  A continuación escribió y dirigió la comedia de acción de Legendary con un presupuesto de 150 millones de dólares Red Notice (2021), protagonizada por Ryan Reynolds, Gal Gadot y Johnson. Es la tercera vez que colabora con este último. El proyecto fue estrenado por Netflix.
En 2021, Ubisoft anunció que Thurber dirigiría la adaptación cinematográfica de su serie de juegos The Division, protagonizada por Jake Gyllenhaal y Jessica Chastain. La película se estrenará en Netflix.
En 2022, eOne anunció que Thurber escribirá y producirá el piloto de la próxima serie de televisión Dungeons & Dragons. También firmó para dirigir una película de acción real basada en la franquicia Voltron.
En 2023-2024, planeaba hacer una secuela de Dodgeball.  También contrató a Clay Tarver para escribir el guion de la película. Diez años después, Jordan VanDina escribirá ahora el guion de la película.

## Filmografía
| Año  | Título                                              | Crédito                         | Rol                              | Notas         |
| ---- | --------------------------------------------------- | ------------------------------- | -------------------------------- | ------------- |
| 2021 | Alerta roja                                         | director, guionista             |                                  |               |
| 2019 | The umbrella academy                                | director, guionista             |                                  |               |
| 2018 | Skyscraper                                          | director                        |                                  |               |
| 2016 | Un espía y medio                                    | director                        |                                  |               |
| 2013 | We're the Millers                                   | director                        |                                  |               |
| 2010 | Easy A                                              | actor                           | sandwichero en Quiznos           |               |
| 2008 | Manchild                                            | director                        |                                  | cortometraje  |
| 2008 | The Mysteries of Pittsburgh                         | director, guionista y productor |                                  |               |
| 2007 | The Nines                                           | actor                           | invitado de noche de juegos      |               |
| 2004 | Dodgeball: A True Underdog Story                    | director y guionista; actor     | idiota de la secundaria          |               |
| 2004 | Terry Tate, Office Linebacker: Sensitivity Training | productor ejecutivo             |                                  | cortometraje  |
| 2002 | Terry Tate, Office Linebacker                       | director y guionista            |                                  | cortometraje  |
| 1997 | Aquaphobia                                          | actor                           | rescatista #1 del joven Benjamin | no acreditado |